# Шћеница Бобани
Шћеница Бобани су насељено мјесто у Босни и Херцеговини у општини Равно које административно припада Федерацији Босне и Херцеговине. Према попису становништва из 1991. у насељу је живјело 33 становника.

## Историја
Босански краљ Остоја (вл. 1398–1404. и 1412–18.) даровао је шуму и попашу овом селу, али Дубровачка република је хтела да и њена оближња села Мравињац, Мрчево, Громача и Клишево такође користе ова имања. Сукоби између села око употребе ових добара ће трајати вековима. Државни савет КСХС је пресудио у корист Шћенице 1922. и '23.

## Становништво
| Националност       | 1991. | 1981. | 1971. | 1961. |
| Срби               | 28    | 59    | 110   | 133   |
| Југословени        | 5     | 3     |       |       |
| Хрвати             |       | 4     | 8     | 6     |
| Муслимани          |       | 2     | 2     |       |
| остали и непознато |       |       |       |       |
| Укупно             | 33    | 68    | 120   | 139   |

| Демографија | Демографија | Демографија |
| Година      | Становника  | Становника  |
| ----------- | ----------- | ----------- |
| 1961.       | 139         |             |
| 1971.       | 120         |             |
| 1981.       | 68          |             |
| 1991.       | 33          |             |